# Charles Paris
Pour les articles homonymes, voir Charles Paris (peintre) et Paris (homonymie).
Charles Spurgeon Paris Jr., né le 25 septembre 1911 dans le comté de Guilford en Caroline du Nord et mort le 19 mars 1994 à Tucson en Arizona, est un encreur et un lettreur américain de comics ayant surtout travaillé pour la firme DC Comics.

## Biographie
Charles Paris, né en 1911 en Caroline du Nord, déménage à New York en 1934. Il fait la rencontre de Jack Lehti au printemps de l'année 1941 et peu après devient l'encreur et le lettreur du Crimson Avenger de Lehti qui parait dans les pages du comic book magazine Detective Comics. Dans les années 1940 il encre aussi Johnny Quick et Vigilante pour Mort Meskin mais il est surtout connu pour son travail sur Batman, un personnage qu'il encra pour DC de 1947 jusqu'en 1964 pour des dessinateurs tels Jack Burnley, Fred Ray, Sheldon Moldoff et Dick Sprang. Après avoir encré Batman, incluant plusieurs comic strips de Batman qui paraissaient le dimanche dans les journaux américains pendant les années 1940, Paris encra aussi d'autres personnages de DC Comics dont Metamorpho, plusieurs numéros de The Brave and the Bold incluant la première apparition des Teen Titans. 
Paris se retire de l'univers des comics en 1968 pour voyager et peindre, dont une variété d'œuvres d'art dont des peintures du genre Western. Il meurt en 1994 en Arizona à l'âge de 82 ans.